# Liste de romanciers australiens
- Haut – A
- B
- C
- D
- E
- F
- G
- H
- I
- J
- K
- L
- M
- N
- O
- P
- Q
- R
- S
- T
- U
- V
- W
- X
- Y
- Z

## A
- James Aldridge (1918-2015)
- Jessica Anderson (1916-2010)
- Keri Arthur (1967-)
- Thea Astley (1925-2004)
- Bunty Avieson (1962-)

## B
- Murray Bail (1941-)
- Sarah Bailey (1982-)
- Edmund James Banfield  (1852-1923)
- Michael Barrett (1924-)
- Max Barry  (1973-)
- Otto Beeby (1906-1981)
- Russell Braddon (1921-1995)
- James Bradley (1967-)
- Lily Brett (1946-)
- Paul Brickhill (1916-1991)
- Geraldine Brooks (1955-)
- Carter Brown  (1923-1985)
- Marshall Browne (1935-2014)
- J. C. Burke (1965-)

## C
- Trudi Canavan  (1969-)
- Peter Carey   (1943-)
- Patricia Carlon (1927-2002)
- Steven Carroll (1949-)
- Nick Cave  (1957-)
- A. Bertram Chandler (1912-1984)
- John Clanchy (1943-)
- Jon Cleary  (1917-2010)
- J. M. Coetzee (1940-)
- Jill Ker Conway  (1934-)
- Kenneth Cook (1929-1987)
- Alec Coppel (1907-1972)
- Peter Corris (1942-2018)
- Erle Cox (1873-1950)
- Marianne Curley (1959-)
- Dymphna Cusack (1902-1981)

## D
- John Dale (1953-)
- Emma Darcy (1940-2020 et 1936-1995)
- Eleanor Dark (1901-1985)
- Liam Davison (1957-2014)
- Marele Day (1947-)
- Robert Dessaix (1944-)
- Garry Disher (1949-)
- Shane Dix (1960-)
- Sara Douglass  (1957-)
- Ceridwen Dovey (1980-)
- Peter Doyle (1951-)

## E
- Greg Egan (1961-)

## F
- Michel Faber (1960-)

- John Flanagan (1944-)

- Richard Flanagan  (1961-)
- Candice Fox (1985-)
- Miles Franklin (1879-1954)
- Anna Funder (1966-)

- Joseph Furphy (1843-1912)

## G
- Susan Geason (1946-)
- Nikki Gemmell (1966-)
- Sulari Gentill
- Jane R. Goodall (1951-)
- Alison Goodman (1966-)
- Kerry Greenwood (1954-)
- Kate Grenville (1950-)
- Jeannie Gunn (1870-1951)

## H
- Rodney Hall (1935-)
- Jane Harper (1980-)
- Elizabeth Harrower (1928-2020)
- Sonya Hartnett (1968-)
- Terry Hayes (1951-)
- Jack Heath (1986-)
- Mark Henshaw (1951-)
- Dorothy Hewett (1923-2002)
- Adrian Hyland (1954-)

## I
- Ian Irvine  (1950-)

## J
- Wendy James (1966-)
- Charlotte Jay (1919-1996)
- Elisabeth Jolley (1923-2007)
- Gail Jones  (1955-)

## K
- Thomas Keneally  (1935-)
- Tony Kenrick (1935-)
- Malcolm Knox (1966-)
- Christopher Koch (1932-2013)
- Jay Kristoff (1973-)

## L
- John Laffin (1922-2000)
- Margo Lanagan (1960-)
- Emmelene Landon (1963-)
- John Lang (1816-1864)
- Glenda Larke
- Julia Leigh (1970-)
- Gabrielle Lord (1946-)

## M
- Jennifer Maiden (1949-)
- Barry Maitland (1941-)
- Shane Maloney  (1953-)
- David Malouf (1934-)
- John Marsden (1950-2024)
- William Marshall (1944-2003)
- A. E. Martin (1885-1955)
- Andrew Masterson (1961-)
- Colleen McCullough  (1937-2015)
- Andrew McGahan (1966-2019)
- Geoffrey McGeachin (1949-)
- Fiona McIntosh (1960-)
- Tamara McKinley (1948-)
- Sean McMullen (1948-)
- Claire McNab (1940-)
- Louisa Anne Meredith (1812-1895)
- Alex Miller (1936-)
- Karen Miller (1961-)
- Drusilla Modjeska (en) (1946-)
- Finola Moorhead (1947-)
- Frank Moorhouse (1938-)
- Liane Moriarty (1966-)
- Kate Morton (1976-)
- Leslie Murray  (1938-2019)
- Max Murray (1901-1956)

## N
- Margot Neville (1887-1966 et 1907-1975)
- Garth Nix  (1963-)
- Chris Nyst (1953-)

## O
- Daniel O'Malley  (1950-)
- Charles Osborne (1927-2017)

## P
- Geoff Page  (1940-)
- Ruth Park (1917-2010)
- Tony Park (1964-)
- Mary Patchett (1897-1989)
- Elliot Perlman (1964-)
- James Clancy Phelan (1979-)
- Doris Pilkington Garimara (1937-2014)

## R
- Henry Handel Richardson (1870-1946)
- Leigh Redhead (1977-)
- Gregory David Roberts  (1952-)
- Michael Robotham (1960-)
- Emily Rodda  (1948-)
- Gillian Rubinstein  (1942-)

## S
- Sanu Sharma
- Katherine Scholes  (1959-)
- Irena Sibley (1943-2009)
- Kenneth Slessor (1901-1971)
- Catherine Helen Spence (1825-1910)
- Christina Stead (1902-1983)

## T
- Estelle Thompson (1930-)
- Steve Toltz (1972-)
- Jessica Townsend (1985-)
- Pamela L. Travers  (1899-1996)
- Christos Tsiolkas (1965-)

## U
- Arthur Upfield   (1888-1964)

## V
- Lin Van Hek (1944-)
- Emma Viskic

## W
- James Morgan Walsh (1897-1952)
- Paul Wenz  (1869-1939)
- Dave Warner (1953-)
- Grant Watson (1885-1970)
- Morris West (1916-1999)
- Nadia Wheatley (1949-)
- Patrick White (1912-1990)
- Sean Williams (1967-)
- Tara June Winch (1983-)
- Tim Winton (1960-)
- Chris Womersley (1968-)
- Alexis Wright (1950-)
- Patricia Wrightson (1921-2010)
- Evie Wyld (1980-)

## Y
- Yang Hengjun (1965-)